# Резня в Грачани
Грачанская резня, или Партизанские преступления в Грачани (хорв. Partizanski zločini u Gračanima) — массовая резня, учинённая югославскими партизанами Тито в период с 10 мая по конец мая 1945 года в тогдашнем пригороде Загреба, селе Грачани, у подножия Медведницы.
В августе 2019 года останки 294 эксгумированных жертв были захоронены в Грачани. В церемонии приняли участие Президент Республики Хорватия Колинда Грабар-Китарович, спикер хорватского парламента Гордан Яндрокович, министр по делам ветеранов Томо Медвед и мэр Загреба Милан Бандич. Министр Медвед подчеркнул тот факт, что среди жертв, раскопанных на данный момент, было 63 несовершеннолетних, в том числе 16 детей в возрасте до 14 лет.

## Подробности
После окончания Второй мировой войны югославские коммунисты без суда и следствия ликвидировали множество так называемых врагов народа (гражданских лиц и пленных хорватских и немецких солдат). Считается[кем?], что число жертв на территории Грачани и близлежащего селения Шестине составляет несколько тысяч.
В массовых расстрелах были задействованы 6-я Ликская пролетарская дивизия им. Николы Теслы под командованием генерала Джоко Йованича (награждённого высшим государственным орденом Народного героя 20 декабря 1951 года), а также добровольцы из Загреба. Казни продолжались вплоть до начала июня 1945 года, когда 6-я дивизия покинула село.
Жертв убивали недалеко от села, у входа в природный парк Медведница. Некоторые места захоронения жертв после окончания коммунистического правления были отмечены. По словам очевидцев, жертвы доставлялись из сборных пунктов, тюрем и лагерей в Загребе пешком: группами или колоннами. Среди жертв были мужчины и женщины, некоторые из них были связаны проволокой. Часть жертв убита холодным оружием, часть — расстреляна. Согласно копии отчёта санитарного инспектора Мирослава Харамии (расчищавшего лес, полный незахороненных трупов из-за угрозы заражения), открытому общественности после десятилетий сокрытия в качестве «государственной тайны»:
Жертвы были ужасно изуродованы. Места гибели были устрашающе заполнены расчлененными и изуродованными обнажёнными человеческими телами. Головы были отрублены или расколоты топорами, были с перерезанными глотками, отрезанными конечностями, гениталиями и грудями. У большинства жертв были заживо удалены внутренние органы, большей частью сердца, печени и матки.http://hu-benedikt.hr/?p=5542
Управление по поиску, благоустройству и содержанию могил жертв коммунистических преступлений после Второй мировой войны, учреждённое в середине 2011 года, начало в октябре 2012 года первые раскопки. По случаю начала поисков управление проинформировало общественность об отчёте местного инспектора медико-санитарной службы Мирослава Харамии, который при помощи более шестисот жителей Грачани и близлежащих деревень организовал захоронения (за пределами кладбища в 17 безымянных могилах, местоположение которых позже было засекречено) 783 жертв, оставшихся непогребёнными.
В октябре 2012 года были эксгумированы первые из многочисленных захоронений в Грачани. Останки 30 несовершеннолетних жертв были обнаружены в замаскированной яме на Кривичевом холме. Подтверждено, что они принадлежат курсантам местной лётной или офицерской школы, которым на момент смерти было 16-17 лет. Руки у всех были связаны проволокой за спиной, и было видно, что их расстреляли. В мае 2015 года в Грачани был открыт мемориал «Грачани-Баня-Лука» в память о 134 жертвах коммунистического режима, убитых в мае 1945 года на обследованных участках «Баня-Лука», «Злодиев-Брег» и «Пещенка» в пределах территории Грачани. Памятник открыл, помимо главы столичного района Подслеме Крешимира Компесака, министр по делам ветеранов Предраг Матич, представлявший премьер-министра Хорватии, в присутствии главы хорватского парламента Йосипа Леко и представителей мэра Загреба и президента Хорватии. Представлявший президента Хорватии Андрия Хебранг отметил, что расследование преступлений, совершенных коммунистическим режимом, слишком долго подавлялось различными способами, и приветствовал мужество местных жителей, которые достойно отметили место мучений и страданий в своей местности.